# Tahoma (Californie)
Tahoma est une census-designated place des comtés d'El Dorado et de Placer, dans l'État de Californie, aux États-Unis,. En 2020, elle compte une population de 1 034 habitants.